# Allan Thigo
Allan Thigo   (Kenya, segle XX) és un exfutbolista kenyià de la dècada de 1970.
Fou internacional amb la selecció de futbol de Kenya. Pel que fa a clubs, fou jugador de Kisumu Hot Stars i Gor Mahia.
Fou entrenador de Gor Mahia l'any 2008.